# Jean Kurt Forest

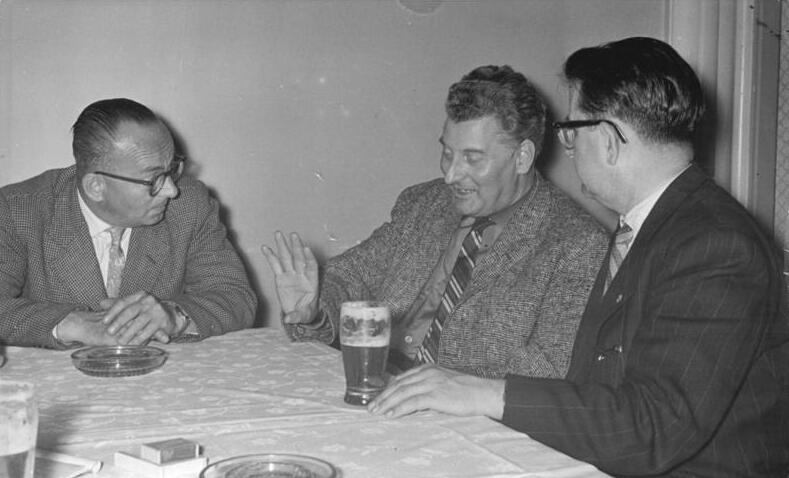
Werner Renner, Jean Kurt Forest und Willi Hera 7. Juni 1960

Jean Kurt Forest (* 2. April 1909 in Darmstadt; † 3. März 1975 in Ost-Berlin) war ein deutscher Komponist und Musiker.

## Leben
Der Sohn eines Tapezierers lernte bereits als Vierjähriger Geige, als Sechsjähriger erfuhr er eine gründliche und vielseitige Ausbildung am Spangenbergschen Konservatorium in Wiesbaden. Bis 1925 studierte Forest dort Violine, Viola, Gesang, Klavier, Trompete, Pauke und Harmonielehre. Er begann 1926 als Konzertmeister des UFA-Orchesters in Wiesbaden, bevor er von 1927 bis 1929 dieselbe Rolle beim Alhambra in Berlin übernahm, wo er mit Paul Dessau zusammenarbeitete. Von 1934 bis 1936 wirkte Forest als Solo-Bratschist beim Frankfurter Rundfunk-Symphonie-Orchester und im Philharmonischen Staatsorchester der Hamburgischen Staatsoper. Im Jahr 1937 wurde er von den Nazis seiner antifaschistischen Haltung wegen von allen Positionen vertrieben und zog nach Paris, wurde aber im Jahr 1938 nach Deutschland ausgewiesen. Zunächst war Forest am Stadttheater Neiße tätig, ehe er 1939 Kapellmeister am Staatstheater Braunschweig wurde. Von 1940 bis 1942 arbeitete er in kleineren Engagements.
1942 wurde Forest im Zweiten Weltkrieg zu einer Arbeitseinheit der Wehrmacht eingezogen, lief jedoch 1945 zur Roten Armee über. Er besuchte eine Antifa-Schule und leitete die Antifa-Gruppe Musik und Artistik. 1948 kehrte Forest aus der Kriegsgefangenschaft in die Heimat zurück. Er wurde Mitglied der SED und beteiligte sich in Berlin in verschiedenen Funktionen am Aufbau des Musiklebens in der DDR, zunächst als Referent für Chormusik am Berliner Rundfunk, von 1948 bis 1951 als Kapellmeister am Berliner Rundfunk und schließlich ab 1952 als Oberdirigent beim Deutschen Fernsehfunk. Ab Ende 1954 war er freiberuflicher Komponist.
1951 war Forest eines der Gründungsmitglieder des Verbands Deutscher Komponisten und Musikwissenschaftler (VDK) und war von 1967 bis 1971 Vorsitzender des Bezirksverbandes Berlin. 1970 wurde er in die Deutsche Akademie der Künste (DAK) gewählt. Von 1969 bis zu seinem Tod 1975 leitete er das Kammerensemble Musica Nova. Er wurde auf dem Südwestkirchhof Stahnsdorf beerdigt.

## Werke
Besonders in seinen letzten Jahren wandte sich Forest, der vom Song und Massenlied herkam, größeren kompositorischen Formen zu. Mit Orchesterwerken kleineren und größeren Umfangs, mit Chören und Kantaten rang er um eine mit dem „neuen Leben“ verbundene Thematik. Herbe Volkstümlichkeit und illustrative Schlagkraft prägten seinen Stil. 1954 schrieb er „Spartacus, ein sinfonisches Porträt“, auf dem Buchenwaldkonzert 1958 wurde sein „Thüringisches Konzert für Waldhorn und Orchester“ aufgeführt. Für den V. Parteitag der SED schrieb er die Kantate „Das Urteil“ auf einen Text von Hedda Zinner. Seiner zwischen 1955 und 1957 verfassten Oper „Der arme Konrad“ nach einem Schauspiel von Friedrich Wolf folgte 1960 ein zweites Werk, die Kammeroper „Tai Yang erwacht“, gleichfalls nach Wolf. Das Musical „Die Fischer von Nietzow“ von 1959 auf einen Text von Hedda Zinner blieb unaufgeführt. Nach dem Roman „Die Blumen von Hiroshima“ (Edita Morris) schrieb er 1967 eine gleichnamige Oper, die zum 20-jährigen Jubiläum der DDR (1969) in Berlin aufgeführt wurde und von der auch eine Schallplatten-Aufnahme vorliegt (Eterna). In den 1960er Jahren betätigte sich Forest außerdem als Filmmusikkomponist, beispielsweise beim Film Credo: Martin Luther – Wittenberg 1517 oder bei Wenn du zu mir hältst.

## Filmografie
- 1958: Der Prozeß wird vertagt
- 1961: Ein Sommertag macht keine Liebe
- 1961: Allons enfants … pour l’Algérie
- 1962: Schlager der Woche (Fernsehfilm)
- 1962: Schaut auf diese Stadt
- 1964: Er filmte auf 5 Kontinenten
- 1964: Feierabend
- 1967: Credo: Martin Luther – Wittenberg 1517

## Ehrungen
- 1956 Theodor-Fontane-Preis des Bezirks Potsdam
- 1959 Kunstpreis der DDR
- 1965 Nationalpreis der DDR III. Klasse für Kunst und Literatur
- 1965 Artur-Becker-Medaille in Gold
- 1968 Kunstpreis des FDGB
- 1969 Vaterländischer Verdienstorden in Silber